# Karu
Karu (/kəˈruə/ kə-ROO-ə; iz afrikanščine izposojena beseda ǃ’Aukarob (Korana za 'Hardveld') je naravna regija Južne Afrike. Natančne definicije o tem, kaj sestavlja Karu, ni na voljo. Njen obseg prav tako ni natančno opredeljen. Karu je delno opredeljena z njegovo topografijo, geologijo in podnebjem, predvsem pa z nizko količino padavin, sušnim zrakom, ekstremno vročino in mrazom. Karu je gostila tudi dobro ohranjen ekosistem pred več sto milijoni let, ki ga zdaj predstavljajo številni fosili.
Karu je tvorila skoraj neprebojno oviro v notranjost od Cape Towna in zgodnji pustolovci, raziskovalci, lovci in popotniki na poti v Highveld so jo soglasno obsodili kot zastrašujoče mesto velike vročine, velikih zmrzali, velikih poplav in velikih suš. Danes je še vedno kraj velike vročine in zmrzali ter letne količine padavin med 50 in 250 mm, čeprav je na nekaterih gorah lahko 250 do 500 mm več kot na ravninah. Vendar pa je podzemna voda najdena po vsej regiji Karuju, ki jo je mogoče črpati z vrtinami, kar omogoča stalne naselbine in ovčerejo.
Kserofitsko rastlinje sestavljajo aloje, mesembrianteme, krasule, euforbije, stapelije in puščavske efemere, ki so razporejene 50 cm ali več narazen in postajajo zelo redke proti severu v Bushmanland in od tam v puščavo Kalahari. Najbolj suho območje Karuja pa je njegov jugozahodni kot, med Velikim robom in gorovjem Cederberg-Skurweberg, imenovan Tankwa Karu, ki prejme le 75 mm dežja letno. Vzhodni in severovzhodni Karu sta pogosto prekrit z velikimi zaplatami travinja. Tipična vegetacija Karuja, ki se uporablja za preživljanje velike divjadi, včasih v velikih čredah.
Danes ovce uspevajo na kserofitih, čeprav vsaka ovca potrebuje približno 4 hektare paše, da se preživi.

## Enote
Karu je razdeljen na Veliki Karu in Mali Karu. Mali Karu je na jugu omejen z gorovjem Outeniqua–Langeberg, ki poteka vzhod–zahod vzporedno z obalo, na severu pa z gorovjem Swartberg, ki prav tako poteka vzhod–zahod. Veliki Karu leži severno od Swartberga.

### Veliki Karu
Edina ostra in dokončna meja Velikega Karuja tvori najbolj notranja območja gorovja Cape Fold na jugu in jugozahodu. Obseg Karuja na severu je nejasen, postopoma in skoraj neopazno izginja v vse bolj sušno Bushmanland proti severozahodu. Na severu in severovzhodu prehaja v savane in travišča Griqualand West in Highveld. Meja na vzhodu prehaja v travnike Eastern Midlands. Sam Veliki Karu je razdeljen z Velikim robom na Zgornji Karu (običajno nad 1200–1500 m) in Spodnji Karu na nižinah na 700–800 m. Obstaja veliko lokalnih imen, od katerih vsako označuje različne podregije Velikega Karuja, nekatera so širše ali bolj splošno znana kot druga. V Spodnjem Karuju, ki gre od zahoda proti vzhodu, so to Tankwa Karu, Moordenaarskaru, Koup, Vlakte in Camdeboo Plains. Hantam, Kareeberge, Roggeveld in uwevelda so bolj znane podregije Zgornjega Karuja, čeprav je večina znana preprosto kot Zgornji Karu, zlasti na severu.

### Mali Karu
Meje Malega Karuja so ostro opredeljene z gorskimi verigami na zahodu, severu in jugu. Cesta med Uniondaleom in Willowmoreom po dogovoru velja za približen poljubni vzhodni skrajni del Malega Karuja. Njegov obseg je veliko manjši od obsega Velikega Karuja. Imenuje se Mali Karu, v afrikanščini Klein Karoo.

## Geografija

### Veliki Karu
Veliki Karu se razprostira na vzporedniku 30° J na zahodu celine, na podobnem položaju kot druga polpuščavska območja na zemlji, severno in južno od ekvatorja. Poleg tega je v padavinski senci gorovja Cape Fold vzdolž zahodne obale. Zahodni »Spodnji Karu« (Tankwa Karoo in Moordenaarskaroo) vsebuje ostanke gorovja Cape Fold (npr. gorovja Witteberg in Anysberg), ki dajejo zmerno hribovit videz, toda vzhodneje Spodnji Karu postane monotono ravna ravnica. V »Zgornji Karu« so vdrli pragovi iz dolerita (glej spodaj), ki so ustvarili več hribov z ravnimi vrhovi ali Karoo Koppies, ki so ikona Velikega Karuja.
Vegetacija Zgornjega je podobna Spodnjemu Karuju, zato malokdo dela razliko med njima.
Glavna cesta (N1) in železniška proga od Cape Towna proti severu vstopita v Spodnji Karu iz doline reke Hex tik pred reko Touws in sledita smeri približno 50 km južno od Velikega roba do Beaufort West. Nato se postopoma povzpnejo na Veliki rob po široki dolini do Treh sester na osrednji planoti in zgornjega Karuja.
Če zavijemo proti severu od N1 med reko Touws in Beaufort West, pri Matjiesfonteinu, se cesta vzpne na Veliki rob skozi prelaz Verlatenkloof, da doseže Sutherland, na 1456 m nadmorske višine, ki je domnevno najhladnejše mesto v Južni Afriki s povprečno minimalno temperaturo –6,1 °C pozimi. Deli vzhodnega Mpumalangan Highveld imajo včasih nižje temperature kot Sutherland, vendar ne tako dosledno kot Sutherland. V južnih zimskih mesecih snežne padavine niso redke. Južnoafriški astronomski observatorij ima svoje teleskope okoli 20 km vzhodno od mesta, na majhni planoti 1798 m nad morsko gladino, in je dom južnoafriškega velikega teleskopa, največjega optičnega teleskopa na južni polobli. Na severu, še vedno na planoti, in 75 km severozahodno od Carnarvona, je sedem radijskih krožnikov del niza Square Kilometer Array, ki jih bo skupaj 2500 razpršenih v drugih delih Južne Afrike in Avstralije, da bi opazovali južno nebo na radijskih frekvencah. Našo galaksijo, Rimsko cesto, eno glavnih tarč tega podjetja, je najbolje videti z južne poloble. Zgornji Karoo je res idealno mesto za astronomski observatorij. To ni samo zaradi jasnega neba, odsotnosti umetne svetlobe in velike nadmorske višine, ampak tudi zato, ker je tektonsko popolnoma neaktiven (kar pomeni, da v bližini ni nobenih prelomnic ali vulkanov, in ne prihaja do zemeljskih tresljajev ali potresov, tudi na velikih razdaljah).

### Mali Karu
Mali Karu je od Velikega Karuja ločen z gorovjem Swartberg. Geografsko je to 290 km dolga dolina, široka le 40–60 km, ki jo sestavljata dve vzporedni verigi Cape Fold, Swartberg na severu in neprekinjena veriga Langeberg-Outeniqua na jugu. Severni pas doline, znotraj 10–20 km od vznožja gorovja Swartberg, je najmanj podoben karuju, saj je dobro namočeno območje zaradi dežja in številnih potokov, ki se zlivajo navzdol po gori, ali skozi ozke kanale v Swartbergu iz Velikega Karuja. Glavna mesta v regiji so vzdolž tega severnega pasu Malega Karuja: Montagu, Barrydale, Ladismith, Calitzdorp, Oudtshoorn in De Rust, pa tudi znane misijonske postaje, kot so Zoar, Amalienstein in Dysselsdorp.
Južni 30– do 50 km širok pas, severno od pogorja Langeberg, je tako suh kot zahodni Spodnji Karu, razen na vzhodu, kjer pogorje Langeberg (poljubno) začnejo imenovati gorovje Outeniqua.
Do Malega Karuja je mogoče dostopati samo po cesti skozi ozke soteske, ki jih skozi okoliško gorovje Cape Fold prerežejo starodavne, a še vedno tekoče reke. Nekaj cest prečka gore čez prelaze, med katerimi je najbolj znan in impresiven prelaz Swartberg med Oudtshoornom v Malem Karuju in Princem Albertom na drugi strani gorovja Swartberg v Velikem Karuju. Tudi glavna cesta med Oudtshoornom in Georgeom na obalni nižini prečka gore na jugu preko prelaza Outeniqua. Edini izhod iz Malega Karuja, ki ne vključuje prečkanja gorovja, je skozi 150 km dolgo, ozko dolino Langkloof med Uniondalom in Humansdorpom, blizu zaliva Plettenberg.

## Rastlinstvo
Svetovni sklad za naravo je Veliki Karu in Mali Karu razvrstil kot skoraj v celoti znotraj dveh od osmih južnoafriških botaničnih biomov, svoja bioma so skovali sukulentni Karu in Nama Karu, čeprav sta oba, tako kot geološka superskupina Karu, obsežnejša od geografskega ali zgodovinskega Karuja, opisanega v južnoafriških atlasih in vodnikih (primerjajte zemljevid na desno z zemljevidom na začetku članka).

### Biom sukulentnega Karuja
Sukulentni biom Karu poteka vzdolž zahodne obale, približno od zaliva Lamberts Bay proti severu do več kot 200 km v južno Namibijo. Začne se na jugu severno od geografske regije Sandveld, približno 250 km severno od Cape Towna, in se nadaljuje skozi Namaqualand, Richtersveld, neposredno južno od reke Oranje in naprej v regijo Namaqualand ali Namaland v južni Namibiji. Nobena od teh regij ni nikoli omenjena, niti geografsko niti lokalno, kot Karu. Vendar pa se močno razširi v notranjost regije v regiji Tankwa Karoo in Moordenaarskaroo Spodnjega Karuja ter sosednje regije Zgornji Karu geografskega Velikega Karuja. Pojavlja se tudi na jugu, v delu doline reke Breede, kot Robertson Karu. Od tu se nadaljuje proti vzhodu v zahodno polovico Malega Karuja.
V sukulentnem biomu Karu prevladujejo pritlikavi, listnato-sukulentni grmi in enoletnice, pretežno Asteraceae, popularno znane kot marjetice Namaqualand, ki se v južnem pomladnem času (avgust–september) po močnem zimskem deževju razprostirajo s spektakularnimi cvetovi, ki pokrivajo velike dele pokrajine. Trave so neobičajne, zaradi česar je večina bioma neprimerna za pašo. Nizka količina padavin pravzaprav odvrača večino oblik kmetijstva. Izjema je cvetoča industrija gojenja nojev v Malem Karuju, ki je močno odvisna od dopolnilnega krmljenja z lucerno. Razlika med sukulentnim biomom Karu in biomom Nama Karu je v tem, da prvi prejme malo dežja, ki pozimi pade v obliki ciklonskih padavin, kar ima manjšo erozivno moč kot redke, kot silovite poletne nevihte Nama Karu. Mraz je tudi manj pogost v biomu sukulentnega Karuja kot v biomu Nama Karu. Število pretežno sukulentnih rastlinskih vrst je zelo veliko za sušno območje te velikosti kjerkoli na svetu.

### Biom Nama Karu
Biom Nama Karu je v celoti na osrednji planoti, večinoma na nadmorski višini med 1000 in 1500 m. Vključuje skoraj celoten zgodovinski in geografski Veliki Karu, vključuje pa tudi del Namaqualanda v južni Namibiji in Bushmanlanda v Južni Afriki (obe lokalni geografski imeni, ne imeni biomov). Je drugi največji biom v Južni Afriki in tvori botanični prehod med biomom fynbos na jugu in biomom savane na severu. Opredeljuje ga predvsem prevlada pritlikavih (manj kot 1 m visokih) grmovnic s prevlado trav, zlasti proti severovzhodu in vzhodu, kjer se razvrsti v travniški biom visokogorja in Eastern Midlands. Grmičevje in trave so listavci, predvsem kot odziv na neredne padavine. Velik del bioma Nama Karu se uporablja za rejo ovc in koz, ki zagotavlja ovčetino, volno in kože za lokalne in mednarodne trge, zlasti ker je živini pogosto mogoče zagotoviti redno oskrbo z vodo iz vrtin. Prekomerna paša še poslabša erozijo, ki jo povzročajo močne nevihte, ki se redko pojavljajo poleti. Spodbuja tudi zamenjavo trav z grmovnicami, zlasti z manj užitnimi sortami, kot so Rhigozum trichotomum, Chrysocoma ciliata in Acacia karroo. Vendar pa je v biomu Nama Karu nekaj redkih rastlinskih vrst ali rastlin iz Rdeče knjige.

## Živalstvo

### Veliki Karu
Veliki Karoo je nekoč podpiral veliko različnih antilop (zlasti Skokonoge gazele), quagga in druge velike divjadi, zlasti na travnatih ravnicah na vzhodu. Francois Le Vaillant, slavni francoski raziskovalec, naravoslovec in ornitolog, ki je v 1780-ih potoval skozi Veliki Karu, je v Veliki Ribji reki Karu ubil povodnega konja (in njegovo nogo pojedel za zajtrk). Zabeležil je tudi, da je v bližini Cranemereja v Camdeboo Plains (vzhodni Spodnji Karu) videl nosoroga. Kmetje v okrožju Camdeboo so našli slonove okle, vendar ni nobenih zapisov o tem, da so jih v tej regiji videli žive. Quagga je taval po Karuju v velikem številu skupaj z gnuji in noji, za katere se je zdelo, da jih vedno spremljajo. Te quagge so se zdeli nežni in jih je bilo enostavno udomačiti. (Par quagga je bil uporabljen za vleko konjske kočije skozi London, bolj zaradi radovednosti kot zaradi morebitne premoči, ki bi jo quagga morda imel nad konjem.) Posledično so bili tudi lahek plen za lovce, ki so jih lovili zaradi športa in ne zaradi mesa. Do sredine 19. stoletja so bili skoraj izumrli, leta 1883 pa je v amsterdamskem živalskem vrtu poginil še zadnji.
Verjetno najbolj nenavaden in najbolj zmeden zoološki pojav v Velikem Karuju je bil periodični, nepredvidljiv pojav množičnih selitev skakalcev. Te migracije so vedno prihajale s severa in so lahko šle bodisi proti zahodu proti Namaqualandu in morju, proti jugozahodu skozi mesta, kot je Beaufort West, ali proti jugu skozi okrožje Camdeboo. Te ogromne črede so se vztrajno in neizprosno premikale po ravnicah in teptale vse pred seboj, vključno s svojo vrsto. Le Vaillant je leta 1782 podal prvo poročilo očividca o takšni selitvi. Jezdil je skozi čredo, ki je zapolnjevala planjave Camdebooja, in ni videl ne začetka ne konca premikajoče se gmote.
Leta 1849 se je skozi Beaufort West gibala ogromna čreda skokonogih gazel, med katerimi so bili pomešani gnuji, antilopa Damaliscus pygargus phillipsi), quagga in navadni eland. Nekoč zgodaj zjutraj je mesto prebudil zvok, podoben zvoku močnega vetra, in nenadoma se je mesto napolnilo z živalmi. Požrli so vsako vejico listja v mestu in okolici. Zadnja čreda, ki se je nenehno gibala, je mesto zapustila 3 dni pozneje in izginila proti zahodu. Karu je bil videti, kot da bi ga zajel ogenj. Med temi selitvami je ravnice in pobočja na vseh straneh gosto prekrila ena ogromna množica skokonogih gazel, strnjena kot ovce v staji. Do koder je seglo oko, je bila pokrajina živa z njimi.
Med temi selitvami skokonoga gazela ni nikoli tekla ali kasala. Na splošno so bile tiho, razen drgetanja njihovih kopit. Nič jih ni moglo odvrniti in lovci so lahko jezdili med njimi in jih naključno streljali, ne da bi očitno povzročili preplah. Ljudje so se lahko premikali med njimi in jih pobili s palicami ali pa jih pohabili tako, da so prijeli za nogo in jo zlomili. Tem čredam niso sledili samo ljudje zaradi lahkega mesa, ki so ga zagotavljale, ampak so nanje plenili tudi levi, leopardi, gepardi, afriški divji psi, hijene in šakali.
Nihče ni vedel, kako, zakaj, kje so se te selitve začele, niti kje so se končale, niti ni vedel, ali so se te živali kdaj vrnile tja, kjer so se začele. Migracije so bile vedno enosmerne, od severa Velikega Karuja.
Veliki roji kobilic so prav tako pogosto napadli ali se pojavili v Velikem Karuju in se občasno pojavljajo še danes.
Zajec Bunolagus monticularis, kritično ogrožena žival, živi izključno v sezonskih porečjih in zelo posebnem nizu grmičevja v osrednjem polsušnem območju v Karuju. Lovijo ga sokoloformi in verreauxovi orli. Njegovo število se zaradi uničevanja njegovega življenjskega prostora nenehno zmanjšuje. V primerjavi s podobnimi vrstami so edinstveni zaradi tega, ker so poligamni in ker lahko vsaka samica proizvede samo enega ali dva potomca na leto.
Uvedba vetrne črpalke za izkoriščanje podzemnih vodnih virov Velikega Karuja v poznem 19. stoletju je prvič omogočila trajno človeško bivališče in ovčerejo na velikih delih Velikega Karuja. Zaradi tega je ogromno število velikih antilop v Karuju postalo nepomembno, z njimi pa so skoraj izginile tudi velike zveri. Danes so karakal (7–19 kg), podsedliški šakal (6–10 kg), Verreauxova sova (3,0–5,8 kg) in Afriški orel (3,0–6,2 kg) nedvomno največji plenilci, ki jih je danes verjetno videti v Velikem karuju. Leopardi (20–90 kg) se pojavljajo, zlasti v gorah, vendar so zelo skrivnostni, zato jih redko vidimo. Številne živali, ki so prej v velikem številu naseljevale Karu, vključno z levi, so bile ponovno naseljene na tem območju v naravnih rezervatih in loviščih.

### Mali Karu
Tako kot v Velikem Karuju so tudi v Malem Karuju v preteklosti živele antilope in druga velika divjad. Vendar prevladujoča zebra ni bila qvagga, temveč kapska gorska zebra (Equus zebra zebra), ki je prilagojena za življenje na razgibanem, goratem terenu. Njihova kopita so trša in hitreje rastoča kot pri Burchellovi zebri (Equus quagga burchellii), ki živi na ravnicah. Ti dve vrsti sta zato redko vidni v istem habitatu. Qvagga je tesno povezana z Burchellovo zebro in zdi se, da je bila omejena tudi na ravnice.
Gorska zebra se je pojavila v gorskih regijah Cape Fold Belta in vzdolž južnega dela Velikega pobočja. Tako so bile med drugim endemične za zahodni spodnji Karoo in Klein Karoo. Vendar so jih lovili do skorajšnjega izumrtja, tako da je do leta 1930 ostalo manj kot 100 osebkov. Prizadevanja za ohranitev so od takrat povečala njihovo število do leta 1998 na 1200, predvsem s koncentracijo teh zeber v naravnih rezervatih in zaščitenih območjih, med katerimi je najbolj znan nacionalni park Mountain Zebra blizu Cradocka v Great Karooju. Kapske gorske zebre še vedno najdemo na zaščitenih območjih, ki jih upravlja Cape Nature, vključno z naravnima rezervatoma Kamanassie in Gamkaberg.
Noja najdemo po vsej Afriki, vendar so najbolj čedni primerki prišli iz Klein Karooja, kjer je suho vreme, a obilo vode v potokih tvorilo idealen življenjski prostor za te velike ptice, ki ne letijo. Pri nas zrastejo čez 2 m v višino in tehtajo preko 100 kg. Samčevo perje so že tisoče let cenile številne kulture v Afriki, Evropi in Aziji.[5][15] V šestdesetih letih 19. stoletja je bil kmet v okrožju Graaff-Reinet očitno prvi, ki je dokazal, da je mogoče noja uspešno udomačiti, vzrejati v ujetništvu in jajca izvaliti v inkubatorjih, medtem ko še vedno proizvajajo čudovito perje. To zamisel so hitro sprejeli kmetje v Malem Karuju, kjer so začeli gojiti lucerno kot najljubšo hrano ptic. Leta 1880 je bilo izvoženih nič manj kot 74.000 kg perja, leta 1904 pa je preseglo mejo 210.000 kg.
Prva svetovna vojna je povzročila padec trga nojevega perja, a si je industrija v poznejših letih opomogla, ko ni bilo iskano le perje, ampak tudi nojevo usnje in njegovo meso, ki je zelo okusno in pomemben izvozni artikel. Danes lahko turisti obiščejo več farm v bližini Oudtshoorna, središča industrije nojev.

## Moderna zgodovina

### Veliki Karu
Prvi evropski naseljenci so pristali na Rtu dobrega upanja leta 1652 in med letoma 1659 in 1664 večkrat neuspešno poskušali prodreti v Veliki KarU z jugozahoda. Evropejci, ki so prvi vstopili v Veliki KarU, so to storili z jugovzhoda (potovali so severno od zaliva Algoa), ki je nekoliko manj suh kot zahodni KarU. To so bili trekboerji iz sredine 18. stoletja, ki so živeli nomadsko in prenašali velike težave v neusmiljeni suši, močni vročini (tako, da niti njihovi psi niso mogli hoditi po žgoči zemlji in so jih morali dvigniti v prenatrpane vozove) in hudem mrazu pozimi, zlasti ponoči. Pred tem časom so bili edini prebivalci khoe govoreči klani, ki so se selili skozi to območje, in !ui govoreča ljudstva, ki so živela v majhnih družinskih skupinah in domnevno ostala večinoma na svojih lastnih »ozemljih«, ubijala lastno divjad ter nabirala čebulice in korenine ter pila iz izvira ali drugega vodnega vira na svojem ozemlju. Včasih so bila ta ozemlja zelo velika in družinska skupina se je selila iz enega dela v drugega. Njihove edine domače živali so bili psi. Ntu govoreči poljedelci vzhodno od Velikega Karuja niso zasedli te sušne regije zaradi redkih padavin, ki so preprečevale govedorejo.
Leta 1854 je Daniel Halladay v ZDA izumil večkrako vetrno črpalko (mlin na veter). Leta 1883 so ga izpopolnili in kmalu jih je Južna Afrika (in drugod) proizvajala v velikem številu. Te vetrne črpalke so preoblikovale Veliki Karu in prvič omogočile trajno naselitev in živinorejo (predvsem ovac) na velikih delih Karuja. Tako kot Karoo Koppie je tudi vetrna črpalka z več lopaticami postala ikona Velikega Karuja. Ovčereja in ograjevanje zemlje sta povzročila, da se je število antilop močno zmanjšalo, z njimi pa tudi velikih zveri. Leopardi se še vedno pojavljajo v gorah, levi pa so zdaj samo v naravnih rezervatih, kjer so bili pred kratkim ponovno naseljeni v Veliki Karu.
Leta 1872 se je začela gradnja za povezovanje obalnega železniškega sistema Kapske kolonije z diamantnimi polji v Kimberleyju. Nova proga se je začela v Worcestru in vstopila v Spodnji Karu skozi dolino reke Hex, kjer je sledila skoraj sredi poti med gorovjem Swartberg na jugu in Velikim robom na severu. Na poti je potekala skozi očarljivo viktorijansko vasico Matjiesfontein z zgodovinskim hotelom Lord Milner, ki še danes deluje. Železnica je to točko dosegla leta 1878, preden je nadaljevala do Beaufort West ob vznožju Velikega roba . Od tam je dosegla vrh afriške planote blizu Treh sester po dolini s tako nizkim naklonom, da se potniki niso (in se še vedno) komaj zavedajo, da se vzpenjajo po Velikem robu. Od tam se je nadaljevala skozi Zgornji Karu do De Aarja in prečkala reko Oranje pri Hopetownu, kjer so našli prvi diamant v Južni Afriki, diamant Eureka (Prvotno je tehtal 21,25 karata (4,250 g), kasneje pa je bil razrezan v 10,73-karatni (2,146 g) briljant v obliki blazine). Reka Oranje na tej točki tvori lokalno neuradno mejo med Velikim Karujem in Highveldom.
Proga je dosegla Kimberley leta 1885 in je bila od takrat razširjena preko Bocvane (takrat Bechuanaland), da bi dosegla Zimbabve in Zambijo (ko sta bili še znani kot Južna in Severna Rodezija), odcepi pa so bili zgrajeni do Namibije in Port Elizabeth skozi vozlišče v De Aar, v Veliki Karu. Kasneje so bile zgrajene nadaljnje podružnice od točk bolj severno do Bloemfonteina, Durbana in seveda do Johannesburga.
Med drugo anglo-bursko vojno 1899–1902 so tri republikanske enote komandosov, okrepljene s simpatizerji (»uporniki«) iz Kapske kolonije, izvajale obsežne operacije po Karuju. V regiji je potekalo nešteto spopadov, zlasti z magistralnim okrožjem Calvinia, ki je prispevalo veliko število borcev za republikansko stvar. To je bila krvava vojna izčrpavanja, v kateri sta obe strani uporabljali na novo razvite tehnologije v svojo korist. Na strateških lokacijah, zlasti ob železniški progi, po Velikem Karuju je še vedno mogoče videti številne zapuščene bunkerje. Najboljši primer še vedno 'varuje' most čez reko Buffels, 12 km vzhodno od mesta Laingsburg, v Spodnjem Karuju, med Matjiesfonteinom in Beaufort West.
Pred kratkim so bili v mnogih delih Velikega Karuja ustanovljeni naravni rezervati in farme divjadi, ki so tisto, kar je nekoč veljalo za prepovedano opustošeno in neprivlačno geografsko oviro, spremenili v turistično destinacijo.

### Mali Karu
To območje so raziskovali evropski naseljenci v poznem 17. stoletju, ki so naleteli na ljudstvo Kojsani kot prvotne prebivalce tega območja. Slednji je gorovje Swartberg poimenoval kango, kar pomeni »kraj, bogat z vodo«. Jame Cango v gorovju Swartberg so poimenovane po tej kojsanski besedi.
Mali Karu in še posebej Oudtshoorn sta v 1880-ih postala sinonim za industrijo nojevega perja. Nastali peresni milijonarji so zgradili viktorijanske pernate palače po vsem mestu, pri čemer so za gradnjo uporabili rdeče skale, ki pripadajo konglomeratu Enon in sorodno formacijo Kirkwood. Te velike rdeče palače in druge stavbe v Oudtshoornu lahko občudujete še danes.
Zgrajena je bila železniška proga, ki je povezala Calitzdorp in Oudtshoorn, z Willowmoreom in od tam prek Klipplaata do Port Elizabeth, od koder je bilo mogoče nojevo perje s farme nojev Mali Karu izvoziti v Evropo. Ta linija danes ni več v uporabi.
Prelaz Swartberg je med letoma 1881 in 1888 z delom obsojencev zgradil Thomas Bain, sin slavnega Andrewa Geddesa Baina, ki je zgradil Bainov prelaz Kloof in mnoge druge v Western Capeu. Glavna motivacija za izgradnjo prelaza je bila zagotoviti cestno povezavo med južnim Velikim Karujem in Oudtshoornom v vseh vremenskih razmerah (in od tam do morja). Dve alternativni cesti, skozi dolini Meiringspoort in Seweweekspoort, sta bili izpostavljeni občasnim poplavam po močnih nevihtah v Velikem Karuju. Prelaz Swartberg ni asfaltiran in je lahko po dežju neverjetno spolzek. Neprehoden postane tudi po močnem sneženju na gori, kar je pozimi nemalokrat.

## Karu v literaturi
Pesnik Thomas Hardy je o Karuju pisal v svoji pesmi iz leta 1899 Drummer Hodge (ali The Dead Drummer).
Rudyard Kipling je v svoji pesmi iz leta 1901 Bridge-Guard in the Karroo spomnil na osamljenost vojakov bunkerjev na postaji Ketting na reki Dwyka, medtem ko so stražili železniško progo Karoo, rešilno bilko med južnoafriško vojno.
- Gorovje Nuweveld blizu Beaufort West
- Spodnji Karu
- Dolina opustošenja pri Graaff-Reinetu
- Tipični Karoo koppies blizu Cradocka
- Kmečka hiša v Tankwa Karoo.